# Del Mar (Kalifornia)
Del Mar város az USA Kalifornia államában, San Diego megyében. Lakosainak száma 3954 fő (2020. április 1.).

## Népesség
A település népességének változása:

| 2010 | 4 161 |
| 2020 | 3 954 |